# Manele
A manele (román [mánélé], egyes számban: manea IPA: /ma.ˈne̯a/) népzenei alapú populáris zenei műfaj a Balkánon, különösen Romániában népszerű. Vannak benne elemek olyan zenei stílusokból, mint a rock, a pop, a rap, a diszkó, a jazz, a filmzene, az 1980-as – 1990-es évek könnyűzenéje stb., de még ismert zenei darabok részleteit is beleveszik.
Románián kívül jelen van Bulgáriában, Szerbiában, Albániában és Törökország egyes részein is. A műfajt főleg cigányok művelik. Fő témái a szerelem, a szerelmi csalódás, a pénz.

## Története
A török szerelmi dalokból származtatható. Távoli rokonságot mutat az arab zenével. Hasonlatos a bolgár csalga és a szerb turbofolk műfajokhoz.
Így hívták a 19. század közepén a bojárok által kedvelt lassú és érzelgős török zenét, melyet román szöveggel láttak el. Ez a zene utólag csak a dobrudzsai törökök körében élt. A városokban feledésbe merült az 1960-as évekig, amikor bukaresti roma muzsikusok újra felfedezték, és elkezdték művelni, de már dinamikus ritmussal. Elterjedt a romák között, de nem fogadták el a médiában. Csak az 1990 években hatolt be mint mulatós zene főleg a városi szegényebb, nem csak roma társadalmi rétegbe. Ugyanakkor változott is. Már régebben is fúziós műfaj volt, összeötvözve keleti (török, arab, indiai) és balkáni (görög, szerb) zenei elemeket a roma és a román zenei folklór elemeivel. Mára sztárjai jelentek meg ennek a műfajnak, roma énekesek, akik mindenféle nyugati zenék elemeit is hozzáadják.

## Jellege

### Dalszöveg
A dalokban gyakran esik szó a szerelemről (izgalom, vágy, féltékenység, válás),  szociális kérdések (rivalizálás, konfliktusok, társadalmi hanyatlás), közeli és távoli barátok, családtagok, szeretők leírása.
A szövegben számos részében előfordul a pénz, autó, az ellenségek, a nők stb.
Verselése közelebb áll a román népzenéhez, általában csoportosítva négysoros párosrím (ritkán, monorím vagy keresztrím).

## Előadók
A műfaj első számú sztárja Adrian Copilul Minune  (Adrian a csodagyerek).

### 1984 előtt: hegedűs manele
- Brothers Gore (Aurel és Victor Gore) – hangszeres manele
- Gabi Luncă
- Romica Puceanu

### 1984–1991: első modern manele (elektromos hangszerekkel)
- Azur (vokál: Nelu Vlad) – első együttes elektromos ritmusszekcióval
- Albatros (vokál: Iolanda Cristea [más néven: Naste din Berceni])
- Generic (vokál: Dan Ciotoi)
- Miracol C (vokál: Cezar Duţu [más néven: Cezarică])
- Odeon (vokál: Costel Geambaşu)

### 1992–2004: forradalom utáni időszak
- Dan Armeanca – a román pop keresztapjának tekintik
- Adrian Minune (korábban Adrian Copilul Minune, Adi de Vito)
- Costi Ioniţă
- Carmen Şerban

### 2004–napjainkig: modern (kortárs) manele
A legnépszerűbb előadók: 
- Florin Salam (wd),
- Nicolae Guță (wd),
- Sandu Ciorba (wd),
- Liviu Guță
- Sorin Copilul de Aur
- Cristian Rizescu,
- Vali Vijelie,
- Denisa Răducu,
- Claudia Păun,
- Asu (Asu și Boby),
- Nek és DeSanto.

## Külső hivatkozások
- Manele Archiválva 2007. április 6-i dátummal a Wayback Machine-ben Manele FM
- Manele letöltések (románul)
- Manele Manele
- Manele Archiválva 2013. december 19-i dátummal a Wayback Machine-ben Manele
- Manele Manele

- Maffiavezérek, szofisztikált nők – Kelet-európai mulatós zenék – Quart.hu, 2012. 06. 30.